# Johannes Jacobus Prins

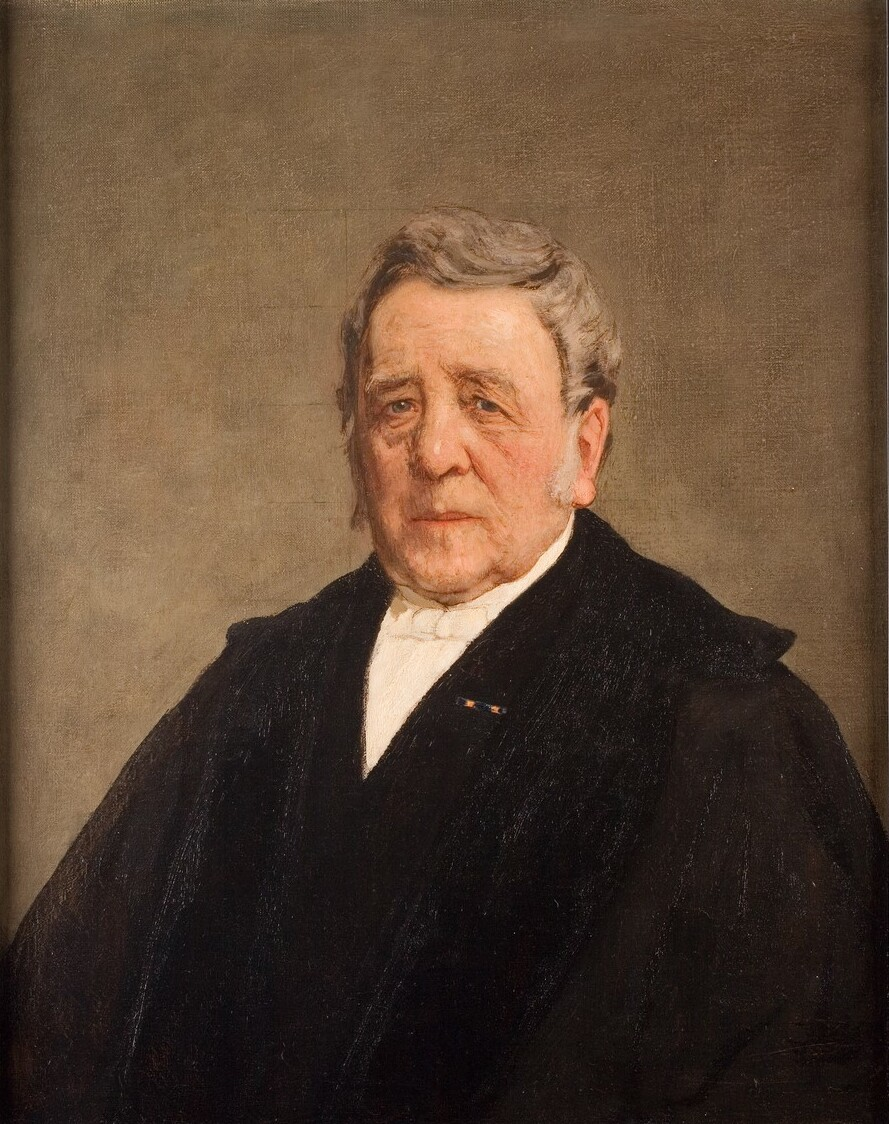
Johannes Jacobus Prins

Johannes Jacobus Prins (* 9. Oktober 1814 in Langezwaag; † 24. Mai 1898 in Leiden) war ein niederländischer reformierter Theologe.

## Leben
Johannes Jacobus wurde als Sohn des Pfarrers Isaäc Prins (* 15. Februar 1781 in Leiden; † 5. Februar 1879 in Amsterdam) und dessen Frau Martina Johanna van de Moer (* 15. April 1794; † 28. November 1843 in Amsterdam) geboren. Nach anfänglicher Vorbildung in Alkmaar, 1822 an der Departementschule in Dordrecht, hatte er 1825 die Lateinschule in Amsterdam und 1830 das Athenaeum Illustre Amsterdam besucht. Hier hatte er am 18. Juni 1835 öffentlich die Abhandlung Specimen Historico-Thel. De Loco verteidigt und erhielt im selben Jahr von der theologischen Fakultät der Universität Leiden eine Goldmedaille für seine Interpretation 1. Pet. III:18-22. Mitte September bezog er die Universität Leiden, um ein Studium der Theologie zu absolvieren. Hier waren Nicolaas Christiaan Kist, Johann Clarisse und Wessel Albertus van Hengel seine prägenden Lehrer. Da er in Amsterdam bereits er gediegene Vorbildung erhalten hatte, bekam er im Oktober 1837 in Middelburg seine Zulassung zum Pfarrdienst.
Am 20. Januar 1838 promovierte er mit der Abhandlung de locis Evangelistarum, in quibus Jesus Baptismi ritum subiisse traditur in Leiden zum Doktor der Theologie. Am 6. Mai 1838 trat er mit einer Predigt über Deut. XXXI:8 ein Pfarramt in Eemnesbinnen an. Dreieinhalb Jahre später übernahm er am 13. Dezember 1841 mit der Predigt 1. Kor. XVI:10b ein Pfarramt in Alkmaar und wechselte 1843 als Pfarrer nach Rotterdam. Durch einige literarische Arbeiten, auch in den theologischen Fachjournalen und Zeitschriften seiner Zeit, hatte er sich einen ausgezeichneten Ruf erworben. Nachdem er Professuren in Franeker und Leiden abgelehnt hatte, wurde er am 10. September 1855 per königlichen Beschluss als Professor der Theologie an die Universität Leiden berufen. In Leiden erhielt er den Lehrauftrag für das Neue Testament und praktische Theologie. Dieses Amt übernahm er am 7. Dezember 1856 mit der Antrittsrede de Institutione Academica, at futurum sacrorum antistitem formandum Aptissima.
Prins beteiligte sich auch an den organisatorischen Aufgaben der Leidener Hochschule und war 1866/67 Rektor der Alma Mater. Diese Aufgabe legte er mit der Rektoratsrede de schola et ecclesia, in re Christiana arcte coniunctis nec unquam disiungendis nieder. 1853 war er Mitglied der Gesellschaft der niederländischen Literatur in Leiden, war Mitglied der provinziellen Kirchenleitung von Süd-Holland in Brielle, war bei diversen Synoden tätig und gehörte der Den Haager Gesellschaft zur Verteidigung der christlichen Religion an. 1871 bis 1892 war er Leiter und Präsident des Leidener Kinderhauses für arme Waisen. Ab 1877 unterrichtete er an der Leidener Hochschule nicht mehr die praktische Theologie, da er von dieser Aufgabe entbunden wurde. Stattdessen hielt er Vorlesungen zur Einleitung und Kritik des neuen Testaments und zur altchristlichen Literatur. Am 25. April 1885 wurde er per königlichen Beschluss aus seiner Professur emeritiert und verabschiedete sich am 15. September 1885 in den Ruhestand.
Aus seiner in Alkmaar am 13. April 1842 geschlossenen Ehe mit Christina Johanna Kluppel (* 1816 in Alkmaar; † 21. Januar 1885 in Leiden), die Tochter des Präsidenten der Arrondissements-Rechtbank in Alkmaar Jan Andries Kluppel (* 14. Januar 1786 in Alkmaar; † 16. August 1862 ebenda) und dessen erster Frau Agata Petronella Vonk (* 31. März 1789 in Alkmaar; † 21. Februar 1821 ebenda), stammen ein Sohn und drei Töchter.

## Werke (Auswahl)
- De loco Evangelii Lucae 2:25-35. 1835
- Disputatio theologica inauguralis de locis Evangelistrarum in quibus Jesus baptismiritum subiisse traditur. 1838
- Commentatio ad quaestionem: interpretatio loci difficilis 1 Petr. III. 18-22. 1841
- Handleiding ten gebruike bij het eenvouding onderwijs in de christlike leer. 1842; 3. Aufl., Amsterdam, 1847, (Online)
- Leerrede over Openb. III: 11b. 1848
- De handhaving onzer Protestantsche voorregten bij de gedachtenisviering van den Munsterschen vrede, op den gedenkdag der Kerkhervorming ernstig aanbevolen. 1848
- Geschiedenis van den Bijbel. Amsterdam 1854, (Online)
- Leerredenen. Leiden 1858 (Online)
- Handboek tot de Kennis van de heilige Schriften des ouden en nieuwen Verbonds. Rotterdam 1851/52, 2. Bde.; 1. Bd., 1851 (Online); 2. Bd., 1852 (Online)
- De zaligheid is geen „ander“: afscheidsrede over Hand. IV: 12a. 1855
- Oratio de Institutione Academica, at futurum sacrorum antistitem formandum Aptissima. Leiden 1856 (Online)
- Toespraak aan de Alg. vergadering der afdeeling Leiden van het Nederlandsche Bijbelgenootschap. 1857
- Korte schets van het hedendaagsche kerkregt der Nederlandsche Hervormde Kerk, ten gebruike bij de akademische lessen. 1859
- Hulde aan de nagedachtenis van den hoogleeraar dr. N. C. Kist. Leiden 1860, (Online)
- De realiteit van’s Herren opstandig uit de dooden, kritisch onderzocht, historisch gewardeerd, dogmatisch beoordeeld. Leiden 1861, (Online)
- Korte schets der katechetiek, ten gebruike bij de akademische lessen. 1861
- De getuigenis van den apostel Paulus aangaande ’s Heeren opstanding uit de dooden nader overwogen. 1863
- Feestrede ter gelegenheid van het 50-jarig bestaan des Nederl. Bijbelgenootschaps, afd. Leiden. Leiden 1864
- De zedelijke waarde van het geloof aan de opstanding der dooden: leerrede over 1 Kor. XV: 32b, gehouden in de Hooglandsche kerk te Leiden. Leiden 1866
- Oratio de schola et ecclesia, in re Christiana arcte coniunctis nec unquam disiungendis. Leiden 1867
- Over de studie der godgeleerdheid en de keuze van het predikambt in de Hervormde kerk. Amsterdam 1868
- De maaltijd des Heeren in de Korinthische gemeente ten tijde van Paulus. 1868
- Aan de stemgerechtigde leden der nederduitsche hervormde Gemeente te Leiden. Leiden 1869, (Online)
- Het kerkrecht der Nederlandsche Herv. kerk, historisch-critisch beschreven. Leiden 1870 (Online)
- De synode van 1870 en haar besluit betrekkelijk de doopsformule, uit hare handelingen toegelicht. 1870
- Rede, gehouden op de Algemeene Vergadering der Maatschappij van Welstand, 28 Mei 1872 bij gelegenheid van haar 50-jarig bestaan. 1872
- Een geneesmiddel erger dan de kwaal, bedenkingen tegen het antwoord, door Dr. J. Cramer gegeven op de vraag: Waarheen nu? Leiden 1873
- Godsdienstige rede ter voorbereiding van het Academiefeest, 7 October 1875. Leiden 1875
- Het synodaal reglement op het hooger onderwijs in de godgeleerdheid tot vorming van evangeliedienaren voor de Nederlandsche Hervormde kerk beoordeeld. 1877
- De brief van Paulus aan de Galatiërs tegenover de bedenkingen van Dr. A. Pierson gehanhaafd. 1879